# Френсіс Хілі
Френсіс «Френ» Хілі (англ. Francis "Fran" Healy; народився 23 липня 1973) - шотландський музикант, соліст музичної групи Travis. Є автором більшості пісень групи. Випустив свій дебютний сольний альбом  Wreckorder.